# Compagnia missionaria del Sacro Cuore di Gesù
La Compagnia Missionaria del Sacro Cuore di Gesù (in spagnolo Compañía Misionera del Sagrado Corazón de Jesús; sigla M.S.C.J.) è un istituto religioso femminile di diritto pontificio.

## Storia
Le origini della congregazione risalgono a una piccola comunità radunata a Madrid nel 1941 per il lavoro in terra di missione: fondatrice dell'istituto è considerata Pilar Navarro che, sotto la direzione del gesuita Ángel Ayala, curò lo sviluppo e il consolidamento della comunità.
Le prime missionarie partirono nel 1950 per l'India e il Perù; raggiunsero gli Stati Uniti d'America nel 1958 e nel 1961 il Congo.
L'istituto ricevette il pontificio decreto di lode il 1º marzo 1963.

## Attività e diffusione
Le suore si dedicano all'istruzione e all'educazione della gioventú e alla cura dei malati in terra di missione.
Oltre che in Spagna, sono in Cambogia, Ciad, Colombia, Congo-Brazzaville, Congo-Kinshasa, Haiti, India, Marocco, Perù, Stati Uniti d'America; la sede generalizia è a Madrid.
Alla fine del 2015 l'istituto contava 162 religiose in 28 case.